# Сингатуллин, Олег Фаридович
Олег Фаридович Сингатуллин (род. 25 апреля 1966) — советский легкоатлет, специалист по бегу на короткие дистанции и барьерному бегу. Выступал на всесоюзном уровне в 1980-х годах, чемпион Европы среди юниоров, чемпион СССР, победитель и призёр первенств всесоюзного значения. Представлял Москву, спортивное общество «Буревестник» и Советскую Армию.

## Биография
Олег Сингатуллин родился 25 апреля 1966 года. Занимался лёгкой атлетикой в Москве, выступал за добровольное спортивное общество «Буревестник» и Советскую Армию.
Первого серьёзного успеха добился в сезоне 1985 года, когда вошёл в состав советской сборной и выступил на юниорском европейском первенстве в Котбусе — в беге на 400 метров с барьерами с результатом 50,64 превзошёл всех соперников и завоевал золотую медаль, тогда как в программе эстафеты 4 × 400 метров вместе с соотечественниками Андреем Черевченко, Сергеем Добровольским и Яном Красниковым стал бронзовым призёром, уступив лишь командам из Великобритании и Западной Германии.
В 1987 году с московской командой одержал победу в эстафете 4 × 400 метров на чемпионате СССР в Брянске.
В мае 1989 года на соревнованиях в Сочи установил свой личный рекорд в беге на 400 метров с барьерами — 50,23. Помимо этого, в 400-метровом барьерном беге выиграл бронзовую медаль на международном турнире в Софии, с московской командой стал серебряным призёром в эстафете 4 × 400 метров на чемпионате СССР в Горьком.